# Kallhälls skola

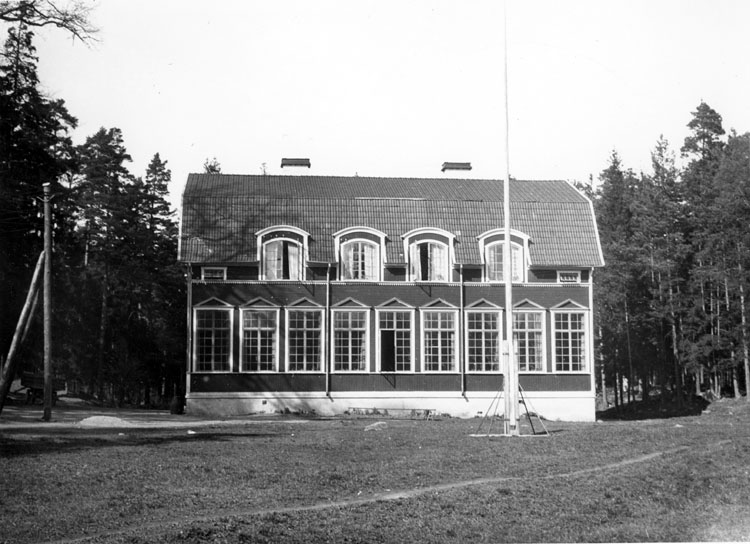
Kallhälls gamla skola, eller Bolinders skola, vid Dahlerusvägen på 1930-talet. Kallhälls äldsta skola uppfördes av J. & C.G. Bolinders Verkstadsaktiebolag år 1909. Skolan öppnades 1909 och lades ned 1952. Foto: John Lif, Järfälla kommuns bilddatabas.

Kallhälls skola eller Bolinders skola var en skola i Kallhäll 25 kilometer nordväst om centrala Stockholm. Skolan uppfördes 1909 av Bolinders Mekaniska Verkstads AB vid Dahlerusvägen i nuvarande kommundelen Kallhäll-Stäket i Järfälla kommun. Skolan öppnad 1909 och nedlagd 1952.

## Historia
Bolinders Mekaniska Verkstads AB hade år 1906 köpt upp Kallhälls gård och därefter växte det upp ett brukssamhälle i Kallhäll. Bolinders lät anlägga fabriker med gjuteri och verkstäder. Företaget lät uppföra bostäder för de anställda och man byggde Kallhälls skola eller Bolinders skola. Bolinder bekostade alla utgifter för skolan och lärarpersonalen fram till år 1931.
Från och med år 1927 övertog först Järfälla socken skolans driftskostnader och senare, 1931, övertog Järfälla landskommun driftskostnaderna för skolan.

### Kallhälls skola byggdes 1909 för barnen till anställda vid Bolinders
Skolan var organiserad både som småskola och folkskola. Undervisningen förmedlades av två lärarinnor. Folkskoleundervisningen överfördes redan 1941 till Aspnässkolan i Jakobsberg. Endast småskola bedrevs vid Kallhälls skola från och med 1942. Under 1940-talet ökade folkmängden i Järfälla kommun betydligt. Skolpliktiga barn beräknades till cirka 12 % av folkmängden. Skolhuset i Bolinders skola användes för småskoleundervisningen till och med vårterminen 1952.
I september 1952 invigdes Kallhälls nya skola vid Källtopsvägen. Kallhälls nya skola bytte namn vid mitten av 1960-talet till Ulvsättraskolan. Tomten där den "nya Kallhälls skola", som den då kallades, byggdes hade skänkts av Bolinders och den första grundstenen till den nya skolan lades den 26 november 1951.
"Gamla skolan", som fanns på Dahlerusvägen, Kallhällsleden 18, är ombyggd och användes av Studieförbundet Vuxenskolan fram till att den revs hösten 2016.
På tomten står i dag ett nytt bostadshus "Fågelholken".
Kallhälls skola, eller Bolinders skola, i Kallhäll, som startade år 1909 blev den sjätte skolan i Järfälla. År 1810 hade Spånga-Järfälla skola startat vid Hjulsta gård i Spånga och år 1846 startade Aspnäs skola eller Jakobsbergs skola vid Aspnäs vägskäl i Jakobsberg. Det var Järfällas första egna skola som öppnade. År 1863 startade undervisning vid Hässelby i Lövsta, som då tillhörde Järfälla, där det några år senare, år 1903 uppfördes ett helt nytt skolhus, Lövsta skola i Hässelby. Lövsta skola blev den tredje skolan i Järfälla. Den fjärde skolan blev sedan Görvälns skola, som startade 1870 vid Görvälns slott, och den femte skolan startade år 1885 i Långbacka nära Veddesta, det var Långbacka-Veddesta skola, varefter sedan Kallhälls skola startade.

### Stäketskolan byggdes 1916 för barnen till anställda vid Bolinders
Nästa skola som byggdes i kommunen blev Stäketskolan, som byggdes år 1916, för att barnen i Kallhäll och Stäket skulle slippa gå över länsgränsen till skolan. Stäketskolan blev den sjätte skolan i Järfälla. Den låg i Stäket vid östra sidan av Stäksundet. Kallhäll-Stäket är idag den nordligaste kommundelen i Järfälla kommun. Stäketskolan är en av kommunens få äldre skolhus som är välbevarat sedan det byggdes 1916. Då Stäketskolan byggdes hörde Stäket till Eds socken i nuvarande Upplands Väsby kommun och först 1955 kom Stäket och skolan att tillhöra Järfälla. Bebyggelsen i Kallhälls villastad började växa upp efter 1912, genom att anställda vid Bolinders byggde enkla trävillor i området Björkliden på andra sidan gränsen mot Sollentuna landskommun. Bostadsområdet i Kallhälls villastad ligger i kommundelen Kallhäll-Stäket.

## Bilder

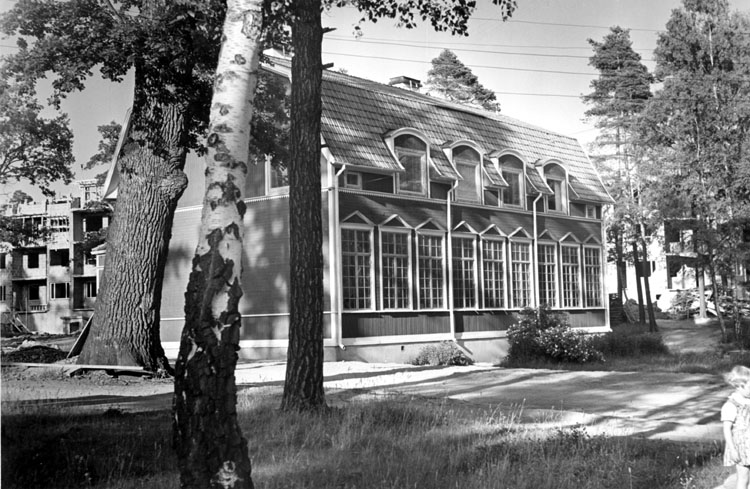
Kallhälls äldsta skola eller Bolinders skola. I bakgrunden HSB Rondellen under byggnation. Fotografi från 1954.
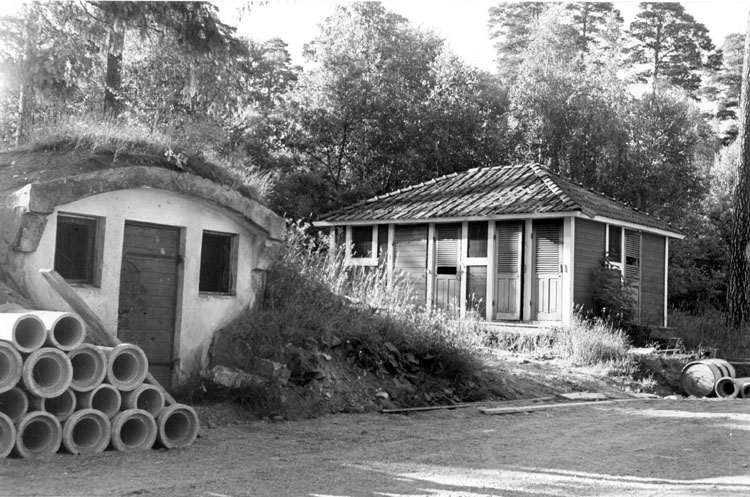
Den gamla Kallhälls skola eller Bolinders skola vid 1950-talets början. Matkällare och toaletter.
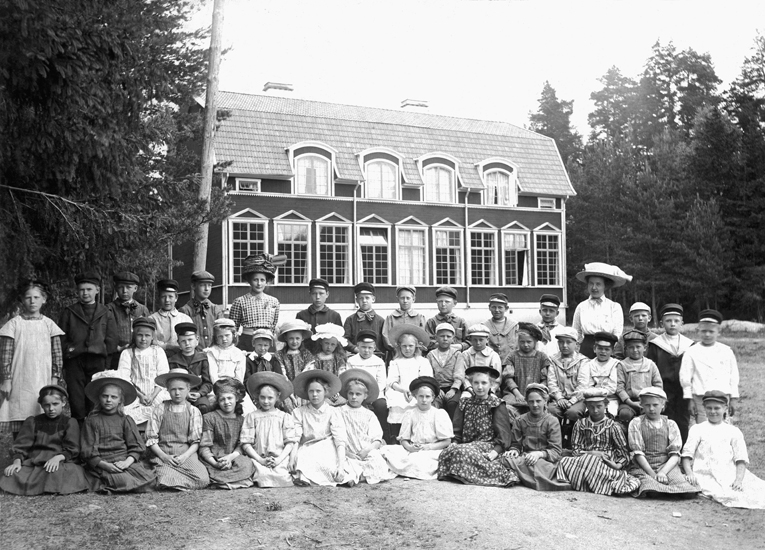
Kallhälls skola eller Bolinders skola. Klasskort från 1909-1910 med skolhuset i bakgrunden.

## Källa
- Lars Gustafsson j:r, Järfällaboken 1957.